# Élections générales britanniques de 1780
Les élections générales britanniques de 1780 se sont déroulées en Grande-Bretagne du 6 septembre au 18 octobre 1780. Ces élections sont remportées par le parti impartial de Lord North.